# Kiruna Fotbollförening
O Kiruna Fotbollförening, ou simplesmente Kiruna FF, é um clube de futebol da Suécia fundado em 1970. Sua sede fica localizada em Quiruna.